# Bianca Shomburg
Bianca Shomburg, née le 17 septembre 1974 à Hiddenhausen en Rhénanie-du-Nord-Westphalie, est une chanteuse allemande, surtout connue pour sa participation en 1997 au Concours Eurovision de la chanson.

## Biographie
En 1996, Shomburg a pris part au concours de talents internationaux de télévision européennes montrent Soundmix, qui lui a valu, à la suite l'obtention d'un contrat d'enregistrement avec le producteur Harold Faltermeyer et sort son premier single, I Believe In Love. En 1997, elle entra dans la sélection allemande du Concours Eurovision de la chanson Ralph Siegel-composé Zeit (Time), qui avait initialement été écrite pour Esther Ofarim. Die Zeit a émergé le vainqueur, et se dirigèrent vers le 42e concours de l'Eurovision, qui s'est tenue à Dublin le 3 mai. La performance de la chanson dans le concours a toutefois été très décevant, la gestion de seulement un fini 18e place du 25 entrées.
Shomburg suivi son apparition Eurovision avec un album en langue anglaise, It's My Time, qui a échoué à vendre et reste son seul album à ce jour. Elle a été incapable de faire une percée commerciale, et par la suite en grande partie disparu de la vue du public, même si elle a été pendant un certain temps un coach de chant à la télévision montrent la réalité Deutschland sucht den Superstar. Depuis 2008, Shomburg a travaillé avec le pays du groupe de rock Nashfield.

## Discographie

### Simple
- 1996 : I Believe in Love
- 1997 : Zeit
- 1997 : Only Your Love
- 1998 : Ich lieb' dich mehr
- 1999 : Ich glaub' noch immer an Wunder

### Album
- 1997: It's My Time